# Группа армий «Е»
Группа армий «Е» (нем. Heeresgruppe E) — одна из групп армий вермахта во время Второй мировой войны.

## Создание группы.Балканы1943—1945
Группа армий «Е» была сформирована 1 января 1943 года на основе 12-й армии. Подразделения группы армий дислоцировались в восточной части средиземноморского региона, включая Крит, Грецию, Сербию и территорию усташской Хорватии. Главной задачей подразделений группы армий было осуществление оккупационных функций и борьба с партизанским движением на территориях Греции и Югославии. 26 августа 1943 года группа армий «Е» была подчинена командованию группы армий «F». Основными противниками немецких войск были югославская партизанская Народно-освободительная армия под командованием маршала Броз Тито и греческое коммунистическое движение ЭЛАС. На протяжении 1943—1944 гг. подразделения группы армий «Е» провели ряд удачных операций, разгромив несколько крупных формирований партизан.
В ходе этого было совершено несколько военных преступлений, включая массовое убийство жителей греческих населённых пунктов Калаврита и Дистомо. Кроме этого, в ходе разоружения итальянской армии в сентябре 1943 года, в Кефалинии немецкие войска казнили свыше 5000 итальянских военнопленных.
В это же время, группа армий успешно отразила атаку британских войск, пытавшихся захватить оккупированные Италией острова Додеканес.
Осенью 1944 года войскам группы армий «Е» было приказано начать отвод войск из Греции и южных районов Югославии. В результате проводимой советскими войсками Белградской операции были перерезаны основные пути отхода группы армий «Е» вдоль реки Морава, а сама группа армий оказалось в окружении. В декабре 1944 года, совершив маневр через труднопроходимые, горные районы Черногории и Боснии немецкие войска вышли из окружения и были передислоцированы в Венгрию, а некоторые подразделения — в Австрию и на юг Германии. Группа армий «Е» была объединена с остатками группы армий «Ф» генерал-фельдмаршала Максимилиана фон Вейхса, которая была расформирована 25 марта 1945 года.

## Состав
Основные подразделения (в октябре 1943):
11-я воздушно-полевая дивизия (афинский гарнизон)
Штурмовая дивизия «Родос» (объединена с моторизованной дивизией «Бранденбург» в 1944 году)
68-й армейский корпус (восточная Греция и Пелопоннес)
117-я пехотная дивизия
1-я танковая дивизия
22-й горный армейский корпус (западная Греция)
104-я пехотная дивизия
1-я горная дивизия
41-я крепостная дивизия
133-я крепостная дивизия (критский гарнизон)
Также под командованием группы армий находились 22 штрафные роты

## Командующий
Генерал-полковник люфтваффе Александер Лёр (нем. Alexander Löhr) являлся командующим группой армий «Е» с 31 декабря 1942 до 8 мая 1945 года. 15 мая 1945 года был взят в плен югославскими войсками. Был обвинён в массовых убийствах гражданского населения Югославии и 26 февраля 1947 года расстрелян.

## Известные персоналии
- Курт Вальдхайм — президент Австрии (1986—1992) и Генеральный секретарь ООН (1972—1981) проходил службу в этой группе армий.